# Jules Finot
Pour les articles homonymes, voir Finot.
Jules Finot (né le 27 avril 1842 à Lons-le-Saulnier et mort le 16 mai 1908 à Lille) est un archiviste et historien français.

## Biographie
Licencié en droit et archiviste paléographe, il est successivement archiviste du Jura et de la Haute-Saône à partir de 1876. Succédant à Chrétien Dehaisnes, il prend la direction des archives du Nord en 1884. Son effort y porte notamment sur la mise en valeur du fonds de la Chambre des comptes de Lille, et particulièrement sur la refonte de son fonds le plus précieux le Trésor des chartes. Il rédige plusieurs tomes des Inventaires sommaires des archives du Nord antérieures à la Révolution, dont les tomes V à VIII relatifs à la comptabilité des ducs de Bourgogne et des comtes de Flandre. Il dirige par ailleurs la rédaction de nombreux inventaires d'archives municipales.
En plus de son activité d'archiviste, Jules Finot est l'auteur de plus d'une centaine d'études et travaux historiques. Ses recherches portent principalement sur l'histoire de sa région natale la France-Comté et sur l'histoire de la Flandre. Il participe aux publications des sociétés savantes du Jura, de la Haute-Saône et du Nord. Il collabore également à la Bibliothèque de l'École des chartes et aux Annales de l'Est.

## Publications
- Étude historique sur les relations commerciales entre la France et la Flandre au Moyen Âge, Paris : A. Picard et fils, 1894 (lire en ligne).
- Les Représentations scéniques données à l'occasion de la procession de Lille par les compagnons de la place du Petit-Fret, au XVe siècle av. J.-C., [Paris] : Imprimerie nationale, 1898.
- Étude historique sur les relations commerciales entre la Flandre et la république de Gênes au Moyen Âge, Paris : Alphonse Picard, 1906 (lire en ligne).